# Tachygyna speciosa
Tachygyna speciosa là một loài nhện trong họ Linyphiidae.
Loài này thuộc chi Tachygyna. Tachygyna speciosa được Alfred Frank Millidge miêu tả năm 1984.